# Musée Eugène-Boudin de Honfleur
Le musée Eugène-Boudin est un musée d'Art situé à Honfleur.

## Histoire
La municipalité de Honfleur, sous l'impulsion du peintre Louis-Alexandre Dubourg, décide de créer le 11 avril 1868 un musée d'Art.
Après avoir utilisé plusieurs locaux communaux, il est doté en 1924 d'un lieu en propre, la chapelle de l'ancien couvent des Augustines, qu'il occupe depuis. Les locaux ont été agrandis en 1974 avec un nouveau bâtiment.

## Collections
- Eugène Boudin
- Yvette Alde
- Lucien Coutaud
- Claude-Jean Darmon
- Jean Dreyfus-Stern
- Jean Dries
- Paul-Élie Gernez
- Emili Grau i Sala
- André Hambourg
- Fernand Herbo
- Franck Innocent
- Eugène Isabey
- Celso Lagar
- Adolphe Marais
- Claude Monet
- Charles Mozin
- Roland Oudot
- Jules Louis Rame
- Henri de Saint-Delis
- René de Saint-Delis
- Max Touret[2]
- Adrien Voisard-Margerie
- Gabriel Zendel

## Expositions temporaires
- Esclavage, mémoires normandes[3]. du 10 mai au 10 novembre 2023, exposition qui aborde la question de la traite négrière organisée depuis le port de Honfleur[4].